# 이코마 지카아키라
이코마 지카아키라(일본어: 生駒親章, 1773년 ~ 1817년)는 일본 에도 시대의 하타모토로, 야시마 이코마 가문의 8대 영주이다.
덴메이 2년(1782년), 선대 영주인 이코마 지카토시가 사망하자 가문을 계승하였다. 분카 14년(1817년)에 사망하였고, 이코마 지카노리가 그 뒤를 이었다.